# KF Ballkani
El Club de Futbol Ballkani (oficialment, i en albanès: Klubi Futbollistik Ballkani), conegut comunament com Ballkani, és un club de futbol professional amb seu a Theranda, Kosovo. El club juga a la Superlliga de Futbol de Kosovo, el primer nivell de futbol del país.
El 25 d'agost de 2022, després d'una victòria sobre el KF Shkupi de Macedònia del Nord, el club va fer història classificant-se per a la fase de grups de la Lliga Europa Conferència de la UEFA, esdevenint el primer equip de Kosovo que aconseguí arribar a la fase de grups d'una competició de clubs de la UEFA. L'any següent va aconseguir repetir la mateixa fita i es va classificar per a l'edició 2023-24.

## Història
El club va ser fundat l'any 1947 amb el nom de Rinia per uns atletes que pretenien participar en diferents competicions i tornejos que s'organitzaven en aquella època. L'any 1952, el club es va registrar i va començar a competir en campionats oficials. El 1965, va canviar el nom de KF Rinia a KF Ballkani després que canviés la propietat del club.
El club va escalar progressivament el sistema de lligues iugoslau arribant a la Lliga Provincial de Kosovo la temporada 1973–74. Van baixar, però van tornar el 1977 i van romandre a la lliga fins als anys noranta. El Ballkani va ser un dels primers clubs de Kosovo en abandonar el sistema de lliga gestionat per l'Associació de Futbol de Iugoslàvia, i va jugar en canvi a la Primera Lliga paral·lela de Kosovo no reconeguda oficialment fins a l'any 2000.
A la lliga, organitzada per la Federació de Futbol de Kosovo, el Ballkani va jugar el seu primer partit contra el KF Liria Prizren a Studençan. Molts jugadors destacats de Suhareka van començar la seva carrera a les categories juvenils del Ballkani.
Sota la direcció de l'entrenador albanés Ilir Daja, el Ballkani va guanyar tres títols de lliga consecutius les temporades 2021-22, 2022-23 i 2023-24. A més, el club es va classificar per a la fase de grups de la Lliga Europa Conferència de la UEFA les temporades 2022-23 i 2023-24.

## Palmarès
- Superlliga de futbol de Kosovo
  - Campions (3): 2021–22, 2022–23, 2023–24
- Copa kosovar de futbol
  - Campions (1): 2023–24
  - Subcampions (1): 2019-20
- Supercopa de futbol de Kosovo
  - Campions (2): 2022, 2024
  - Subcampions (1): 2023